# Romeu
Romeu ist ein Ort und eine ehemalige Gemeinde im Norden Portugals. Der Ort ist eingebettet in die raue Natur der Trás-os-Montes-Hochebene.

## Geschichte
Der heutige Ort entstand vermutlich im Zuge der Neubesiedlungen während und nach der mittelalterlichen Reconquista.
Im 16. Jahrhundert war Romeu bereits länger eine eigene Gemeinde im Kreis Mirandela. In den Statistiken von 1864 und 1878 wurde Romeu als eine Gemeinde des Kreises Macedo de Cavaleiros geführt, seit den Erhebungen von 1890 ist Romeu wieder zu Mirandela gehörend vermerkt.
Mit der Ankunft der Eisenbahnstrecke Linha do Tua am 2. August 1905 wurde der Bahnhof in Romeu eröffnet.
Seit etwa 1960 verzeichnet die Gemeinde eine verstärkte Auswanderung, vor allem nach Frankreich. Die Einwohnerzahl sank von knapp 500 im Jahr 1960 bis auf 280 im Jahr 2011.
Im Zuge der Gebietsreform in Portugal 2013 wurde die Gemeinde Romeu mit Avantos zu einer neuen Gesamtgemeinde zusammengeschlossen.

## Sehenswürdigkeiten
Neben der Natur, die über Wanderwege der Kreisverwaltung Mirandela erschlossen ist, befinden sich einige Baudenkmäler in Romeu:
- Igreja da Senhora da Anunciação, die Gemeindekirche von Romeu aus dem 16. Jh.[1]
- Ponte Ferroviária de Romeu, Eisenbahnbrücke bei Romeu, die größte der Strecke Linha do Tua[3]
- der Bahnhof von Romeu, 1905 eröffnet[2]
- Fonte e Lavadouro de Romeu, Steinbrunnen und öffentliches Waschhaus von 1935[4]
- Capela de Nossa Senhora de Jerusalém, 1596 errichtete Kapelle[5]

## Verwaltung
Romeu war Sitz einer gleichnamigen Gemeinde (Freguesia) im Kreis (Concelho) von Mirandela im Distrikt Bragança. Die Gemeinde hatte 283 Einwohner und eine Fläche von 14,22 km² (Stand 30. Juni 2011).
Drei Ortschaften gehörten zur Gemeinde:
- Romeu
- Vale de Couço
- Vimieiro

Mit der Gebietsreform vom 29. September 2013 wurden die Gemeinden Avantos und Romeu zur neuen Gemeinde União das Freguesias de Avantos e Romeu zusammengeschlossen. Avantos wurde Sitz dieser neuen Gesamtgemeinde.